# Westerbergs förlag
Westerbergs förlag, eller riktigare A.E. Westerbergs förlag, grundades på 1800-talet.
Svenska baptistsamfundet övertog Westerbergs boktryckeri år 1916 och därvid bildades Ernst Westerbergs Boktryckeri Aktiebolag. Från 1950 sammanslogs Baptistmissionens bokförlag (B.-M:s Bokförlags A.-B. eller bara BM:s bokförlag) med Westerbergs, till "Ernst Westerbergs Boktryckeri- och Förlags AB". 1985 sammanslogs det av dåvarande Örebromissionen ägda Bokförlaget Libris, med Svenska baptistsamfundets Westerbergs förlag, till det nuvarande Libris Media AB.
En tidig bok från Westerbergs förlag är: Granlund J. (öfvers.) De små landtbrukarne eller Redligt arbete får alltid sin lön. Af L.D. Stockholm 1890. A.E. Westerbergs förlag.
Under många år utgav Westerbergs förlag Svenska baptistsamfundets årsbok Betlehem (senare kallad Året).
En sentida bok från förlaget är: Birgit Karlsson. Äppelträd och spade. Tankar om tro och liv. 1984. Westerbergs.